# Palythoa cingulata
Palythoa cingulata is een Zoanthideasoort uit de familie van de Sphenopidae. De wetenschappelijke naam van de soort is voor het eerst geldig gepubliceerd in 1857 door Milne Edwards.